# Zaccaria (Nuovo Testamento)

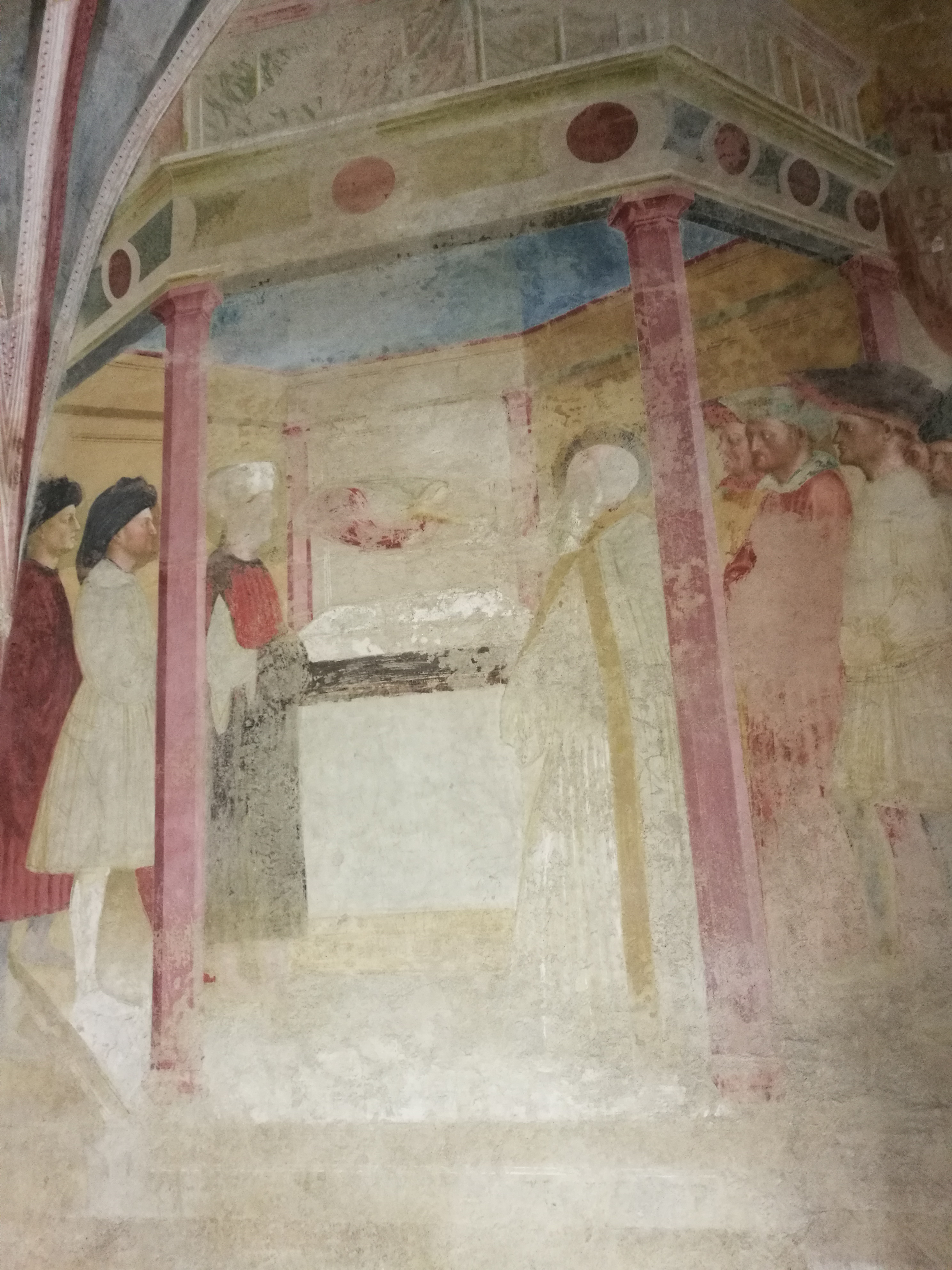
Zaccaria (sulla destra) riceve dall'angelo l'annuncio della nascita del Battista. Affresco di Masolino da Panicale 1435. Battistero di Castiglione Olona (Varese)

Zaccaria è un personaggio dei Vangeli, padre di Giovanni Battista. 
La Chiesa cattolica lo venera come santo celebrandone la memoria il 23 settembre insieme alla moglie sant'Elisabetta.

## Vita
Nel Vangelo secondo Luca, Zaccaria era un sacerdote della classe di Abia (l'ottava delle 24 classi in cui i sacerdoti ebrei erano ripartiti). Secondo il racconto evangelico egli e sua moglie Elisabetta erano ormai di età avanzata quando Zaccaria, mentre svolgeva il suo servizio nel Tempio di Gerusalemme, ebbe la visione dell'arcangelo Gabriele, il quale gli annunciò la prossima nascita di un figlio (fino a quel momento non ne avevano avuti). Poiché Zaccaria non gli credette, per convincerlo Gabriele lo fece diventare muto fino a che il suo annuncio non si fosse adempiuto.
Otto giorni dopo la nascita del bambino, si svolse il rito della circoncisione: in questa occasione, come voleva la tradizione, veniva imposto il nome al bambino. Zaccaria, che non poteva parlare, si fece dare una tavoletta e vi scrisse il nome di Giovanni, come l'angelo gli aveva ordinato. In quel momento, essendosi compiuto l'annuncio, Zaccaria riacquistò la parola e tra la meraviglia dei presenti intonò un inno di lode a Dio, il cosiddetto Cantico di Zaccaria.
Secondo la tradizione, il villaggio in cui vivevano Zaccaria ed Elisabetta (che il vangelo non nomina, indicando solo che si trovava sulle montagne della Giudea) era l'attuale Ain Karem, ad alcuni chilometri da Gerusalemme. Qui sorgono una chiesa dedicata a san Giovanni Battista e una dedicata alla Visitazione. 

## Culto
La Chiesa cattolica lo venera come santo commemorandolo il 23 settembre insieme a sant'Elisabetta, sua moglie. La Chiesa ortodossa orientale celebra Zaccaria il 5 settembre insieme ad Elisabetta che è considerata una matriarca. Nel calendario ortodosso greco, Zaccaria ed Elisabetta sono commemorati il 24 giugno.  È venerato anche nel Calendario dei Santi della Chiesa Luterana il 5 settembre.  
Zaccaria ed Elisabetta sono invocati in molte preghiere durante il Mistero dell'Incoronazione ortodosso (il Sacramento del Matrimonio cristiano), infatti il sacerdote benedice la coppia appena sposata dicendo: "... Benedicili, o Signore nostro Dio, come hai fatto con Elisabetta e Zaccaria...". 

### Reliquie

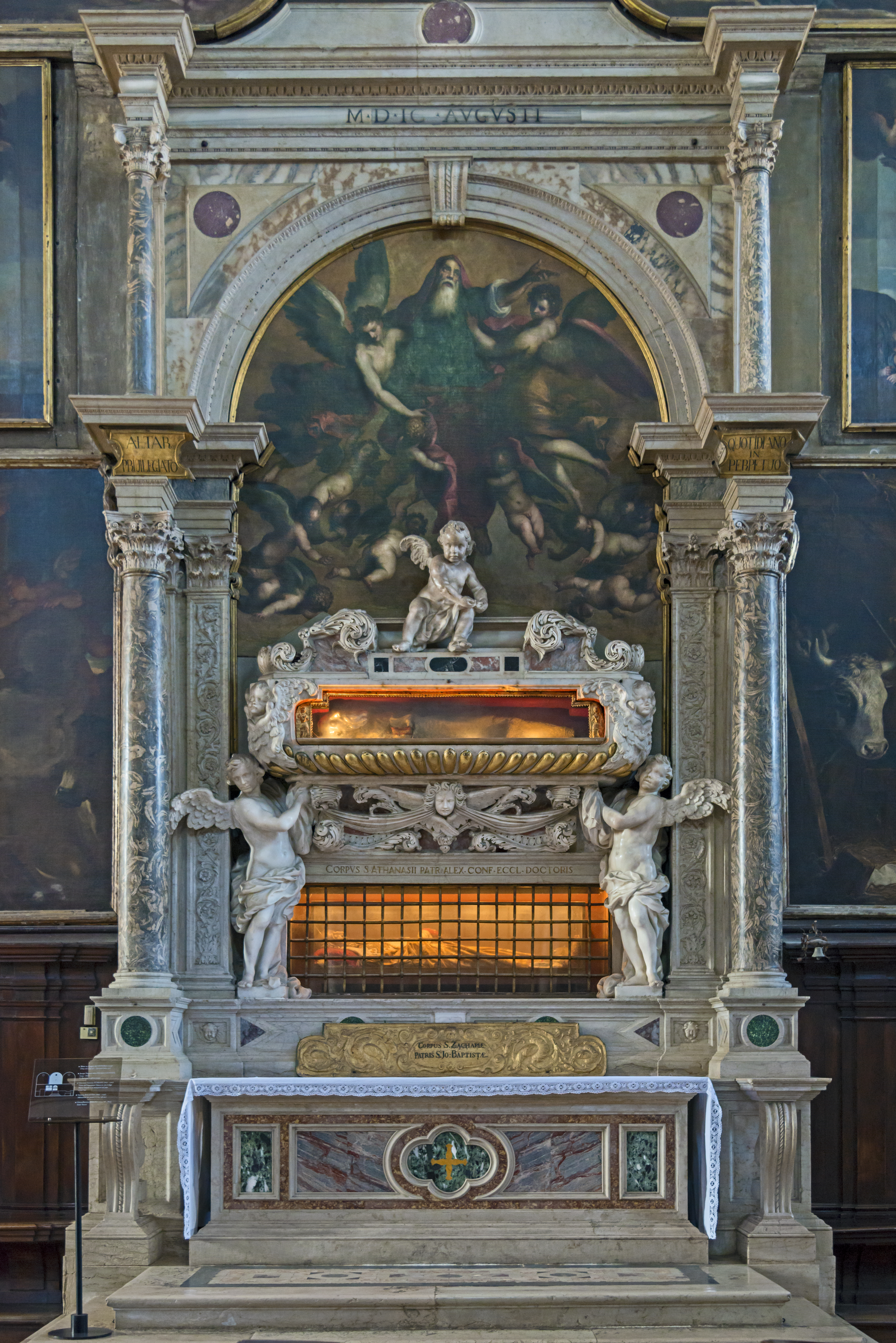
Chiesa di San Zaccaria, tomba di San Zaccaria e San Atanasio.

Le spoglie si conservano a Venezia presso l'antica chiesa di San Zaccaria.

## Altre tradizioni cristiane
Origene suggerì che lo Zaccaria nominato da Matteo (23:35) che fu ucciso tra il tempio e l'altare potrebbe essere il padre di Giovanni Battista. La tradizione ortodossa cristiana racconta che, al tempo del massacro degli Innocenti quando re Erode ordinò l'uccisione di tutti i bambini maschi di età inferiore ai due anni per evitare la profetizzata venuta del Messia in Israele, Zaccaria rifiutò di rivelare il luogo in cui si trovava suo figlio (che stava nascondendo) e quindi fu ucciso dai soldati di Erode.
Gli armeni credono che il monastero di Gandzasar in Nagorno Karabakh, Azerbaigian, contenga le reliquie di Zaccaria. Comunque, le sue reliquie sono conservate anche nella Grande Chiesa di Costantinopoli, dove furono portate dal praefectus urbi Urso nel 4 settembre 415. 
Nel 2003, un'iscrizione del IV secolo sul Yad Avshalom, un monumento di Gerusalemme del I secolo, fu decifrata in questo modo: "Questa è la tomba di Zaccaria, il martire, il santo sacerdote, il padre di Giovanni". Per questo alcuni studiosi pensano che quello sia il posto in cui si trova la tomba di Zaccaria, padre di Giovanni Battista. Il docente Gideon Foerster dell'Università Ebraica di Gerusalemme afferma che l'iscrizione coincide con un testo cristiano del VI secolo nel quale si legge che Zaccaria fu sepolto con Simone il vecchio e Giacomo il fratello di Gesù, e crede che entrambi siano autentici.

## Nell'Islam
Zaccaria (in arabo زكاريا  Zakariyāʾ) è anche un profeta dell'Islam ed è menzionato nel Corano. I musulmani ritengono che Zaccaria sia stato, oltre che il padre di Giovanni Battista (in arabo يحيى Yaḥyā), il tutore di Maria, madre di Gesù, e un martire.

Di lui si mostra il sarcofago all'interno della Cittadella di Aleppo (Siria).